# Kanabec megye
Kanabec megye az Amerikai Egyesült Államokban, azon belül Minnesota államban található. Megyeszékhelye és legnagyobb városa Mora. Lakosainak száma 16 032 fő (2020. április 1.). Kanabec megye Aitkin, Isanti, Pine, Chisago és Mille Lacs megyékkel határos.

## Népesség
A megye népességének változása:
| Lakosok száma | 16 237 | 16 223 | 16 004 | 15 996 | 15 837 | 16 032 |
|               | 2010   | 2011   | 2012   | 2013   | 2015   | 2020   |